# کتبلا، آنگولا
کتبلا (به انگلیسی: Catabola (Katabola, Chissamba, Nova Sintra)) شهری در استان بیه واقع در کشور آنگولا است که در سال ۲۰۰۹ میلادی ۲۲٬۷۹۰ نفر جمعیت داشته است.